# Limonia pernigrina
Limonia pernigrina är en tvåvingeart som beskrevs av Alexander 1938. Limonia pernigrina ingår i släktet Limonia och familjen småharkrankar. Inga underarter finns listade i Catalogue of Life.